# Beaussac
Beaussac (trong tiếng Occitan Bueissac) là một xã của Pháp, nằm ở tỉnh Dordogne trong vùng Aquitaine của Pháp. Xã này có diện tích 18,05 km2, dân số năm 2004 là 197 người. Xã nằm ở khu vực có độ cao trung bình 125 m trên mực nước biển.

## Hành chính
| Danh sách các xã trưởng                |                  |                     |      |          |
| Giai đoạn                              | Giai đoạn        | Tên                 | Đảng | Tư cách  |
| 1971                                   | tháng 3 năm 2008 | Jean-Marc Bréjassou | -    | -        |
| tháng 3 năm 2008                       | đương nhiệm      | Éric Charron        | DVG  | nông dân |
| Tất cả các dữ liệu trước đây không rõ. |                  |                     |      |          |

## Thông tin nhân khẩu
| Năm    | 1962 | 1968 | 1975 | 1982 | 1990 | 1999 | 2004 |
| ------ | ---- | ---- | ---- | ---- | ---- | ---- | ---- |
| Dân số | 281  | 254  | 224  | 203  | 212  | 187  | 197  |